# Lista siturilor arheologice din județul Alba - G
Lista siturilor arheologice din județul Alba - G conține toate siturile arheologice din județul Alba înscrise în Repertoriul Arheologic Național (RAN) și aflate în localități al căror nume începe cu litera G. RAN este administrat de Ministerul Culturii și Patrimoniului Național și cuprinde date științifice, cartografice, topografice, imagini și planuri, precum și orice alte informații privitoare la zonele cu potențial arheologic, studiate sau nu, încă existente sau dispărute.
Puteți căuta un sit din localitățile care încep cu litera G folosind formularul de mai jos sau puteți naviga prin toate siturile din județ la Lista siturilor arheologice din județul Alba.
| Cuprins                                                       |
| ------------------------------------------------------------- |
| Top - A B C D E F G H I J K L M N O P Q R S Ș T Ț U V W X Y Z |

| Cod RAN                                  | Denumire | Localitate                                    | Adresă                                           | Datare                  | Descoperit | Coordonate                                     | Imagine           | Erori            |
| ---------------------------------------- | --- | --------------------------------------------- | ------------------------------------------------ | ----------------------- | ---------- | ---------------------------------------------- | ----------------- | ---------------- |
| 2014.01.01 (Cod LMI: AB-I-s-B-00037)     | Așezarea Coțofeni de la Galați (Alba) - "Bulbuci" / ansamblu anonim (Categorie: locuire civilă) (Tip: Așezare)                                         | sat Galați, oraș Zlatna                       | Bulbuci                                          | Coțofeni                |            |                                                | Încărcați imagine | Raportați eroare |
| 3002.01.01 (Cod LMI: AB-I-m-B-00038.01)  | Situl arheologic de la Berghin - "Gruiul Fierului" / ansamblu anonim (Categorie: locuire civilă) (Tip: Așezare)                                        | sat Ghirbom, comuna Berghin                   | Gruiul Fierului                                  |                         |            |                                                | Încărcați imagine | Raportați eroare |
| 3002.01.02 (Cod LMI: AB-I-m-B-00038.02)  | Situl arheologic de la Berghin - "Gruiul Fierului" / ansamblu anonim (Categorie: locuire civilă) (Tip: Necropolă)                                      | sat Ghirbom, comuna Berghin                   | Gruiul Fierului                                  | sec. X                  |            |                                                | Încărcați imagine | Raportați eroare |
| 3002.02.01 (Cod LMI: AB-I-m-B-00039.01)  | Așezarea din epoca migrațiilor de la Ghirbom - "Gruiul Măciuliilor" / ansamblu anonim (Categorie: locuire civilă) (Tip: Așezare)                       | sat Ghirbom, comuna Berghin                   | Gruiul Măciuliilor                               |                         |            |                                                | Încărcați imagine | Raportați eroare |
| 3002.02.02 (Cod LMI: AB-I-m-B-00039.02)  | Așezarea din epoca migrațiilor de la Ghirbom - "Gruiul Măciuliilor" / ansamblu anonim (Categorie: locuire civilă) (Tip: Necropolă)                     | sat Ghirbom, comuna Berghin                   | Gruiul Măciuliilor                               |                         |            |                                                | Încărcați imagine | Raportați eroare |
| 3002.03.01 (Cod LMI: AB-I-m-B-00040.05)  | Situl arheologic de la Ghirbom - "Ghezuini" / ansamblu anonim (Categorie: locuire civilă) (Tip: Așezare)                                               | sat Ghirbom, comuna Berghin                   | Ghezuini                                         | Starčevo - Criș         |            |                                                | Încărcați imagine | Raportați eroare |
| 3002.03.02 (Cod LMI: AB-I-m-B-00040.04)  | Situl arheologic de la Ghirbom - "Ghezuini" / ansamblu anonim (Categorie: locuire civilă) (Tip: Așezare)                                               | sat Ghirbom, comuna Berghin                   | Ghezuini                                         |                         |            |                                                | Încărcați imagine | Raportați eroare |
| 3002.03.03 (Cod LMI: AB-I-m-B-00040.03)  | Situl arheologic de la Ghirbom - "Ghezuini" / ansamblu anonim (Categorie: locuire civilă) (Tip: Așezare)                                               | sat Ghirbom, comuna Berghin                   | Ghezuini                                         |                         |            |                                                | Încărcați imagine | Raportați eroare |
| 3002.03.04 (Cod LMI: AB-I-m-B-00040.02)  | Situl arheologic de la Ghirbom - "Ghezuini" / ansamblu anonim (Categorie: locuire civilă) (Tip: Așezare)                                               | sat Ghirbom, comuna Berghin                   | Ghezuini                                         | geto-dacică             |            |                                                | Încărcați imagine | Raportați eroare |
| 3002.03.05 (Cod LMI: AB-I-m-B-00040.01)  | Situl arheologic de la Ghirbom - "Ghezuini" / ansamblu anonim (Categorie: locuire civilă) (Tip: Așezare)                                               | sat Ghirbom, comuna Berghin                   | Ghezuini                                         |                         |            |                                                | Încărcați imagine | Raportați eroare |
| 3002.04.01 (Cod LMI: AB-I-m-B-00041.02)  | Situl arheologic de la Ghirbom - "Capul Șesului" / ansamblu anonim (Categorie: locuire civilă) (Tip: Așezare)                                          | sat Ghirbom, comuna Berghin                   | Capul Șesului                                    | sec. II - III           |            |                                                | Încărcați imagine | Raportați eroare |
| 3002.04.02 (Cod LMI: AB-I-m-B-00041.01)  | Situl arheologic de la Ghirbom - "Capul Șesului" / ansamblu anonim (Categorie: locuire civilă) (Tip: Necropolă de inhumație)                           | sat Ghirbom, comuna Berghin                   | Capul Șesului                                    | sec. VIII - IX          |            |                                                | Încărcați imagine | Raportați eroare |
| 3002.05.01 (Cod LMI: AB-I-m-B-00042.03)  | Situl arheologic de la Ghirbom - "Fața Cânepii" / ansamblu anonim (Categorie: locuire civilă) (Tip: Așezare)                                           | sat Ghirbom, comuna Berghin                   | Fața Cânepii                                     | Petrești                |            |                                                | Încărcați imagine | Raportați eroare |
| 3002.05.02 (Cod LMI: AB-I-m-B-00042.02)  | Situl arheologic de la Ghirbom - "Fața Cânepii" / ansamblu anonim (Categorie: locuire civilă) (Tip: Așezare)                                           | sat Ghirbom, comuna Berghin                   | Fața Cânepii                                     |                         |            |                                                | Încărcați imagine | Raportați eroare |
| 3002.05.03 (Cod LMI: AB-I-m-B-00042.01)  | Situl arheologic de la Ghirbom - "Fața Cânepii" / ansamblu anonim (Categorie: locuire civilă) (Tip: Necropolă)                                         | sat Ghirbom, comuna Berghin                   | Fața Cânepii                                     | sec. V - VII            |            |                                                | Încărcați imagine | Raportați eroare |
| 3002.06.01 (Cod LMI: AB-I-s-B-00043)     | Așezarea Wietenberg de la Ghirbom - "Sub vii" / ansamblu anonim (Categorie: locuire civilă) (Tip: Așezare)                                             | sat Ghirbom, comuna Berghin                   | Sub vii                                          | Wietenberg              |            |                                                | Încărcați imagine | Raportați eroare |
| 3002.07.01 (Cod LMI: AB-I-m-B-00044.06)  | Situl arheologic de la Ghirbom - "Hamboc - Ciorcovară" / ansamblu anonim (Categorie: locuire civilă) (Tip: Așezare)                                    | sat Ghirbom, comuna Berghin                   | Hamboc - Ciorcovară                              |                         |            |                                                | Încărcați imagine | Raportați eroare |
| 3002.07.02 (Cod LMI: AB-I-m-B-00044.05)  | Situl arheologic de la Ghirbom - "Hamboc - Ciorcovară" / ansamblu anonim (Categorie: locuire civilă) (Tip: Așezare)                                    | sat Ghirbom, comuna Berghin                   | Hamboc - Ciorcovară                              |                         |            |                                                | Încărcați imagine | Raportați eroare |
| 3002.07.03 (Cod LMI: AB-I-m-B-00044.04)  | Situl arheologic de la Ghirbom - "Hamboc - Ciorcovară" / ansamblu anonim (Categorie: locuire civilă) (Tip: Așezare)                                    | sat Ghirbom, comuna Berghin                   | Hamboc - Ciorcovară                              |                         |            |                                                | Încărcați imagine | Raportați eroare |
| 3002.07.04 (Cod LMI: AB-I-m-B-00044.03)  | Situl arheologic de la Ghirbom - "Hamboc - Ciorcovară" / ansamblu anonim (Categorie: locuire civilă) (Tip: Așezare)                                    | sat Ghirbom, comuna Berghin                   | Hamboc - Ciorcovară                              | geto-dacică             |            |                                                | Încărcați imagine | Raportați eroare |
| 3002.07.05 (Cod LMI: AB-I-m-B-00044.02)  | Situl arheologic de la Ghirbom - "Hamboc - Ciorcovară" / ansamblu anonim (Categorie: locuire civilă) (Tip: Așezare)                                    | sat Ghirbom, comuna Berghin                   | Hamboc - Ciorcovară                              |                         |            |                                                | Încărcați imagine | Raportați eroare |
| 3002.07.06 (Cod LMI: AB-I-m-B-00044.01)  | Situl arheologic de la Ghirbom - "Hamboc - Ciorcovară" / ansamblu anonim (Categorie: locuire civilă) (Tip: Așezare)                                    | sat Ghirbom, comuna Berghin                   | Hamboc - Ciorcovară                              | sec. XII - XIII         |            |                                                | Încărcați imagine | Raportați eroare |
| 8381.01.01 (Cod LMI: AB-I-m-B-00045.02)  | Situl arheologic de la Glogoveț / ansamblu anonim (Categorie: locuire civilă) (Tip: Așezare)                                                           | sat Glogoveț, comuna Valea Lungă              |                                                  | Coțofeni                |            |                                                | Încărcați imagine | Raportați eroare |
| 8381.01.02 (Cod LMI: AB-I-m-B-00045.01)  | Situl arheologic de la Glogoveț / ansamblu anonim (Categorie: locuire civilă) (Tip: Cetate)                                                            | sat Glogoveț, comuna Valea Lungă              |                                                  |                         |            |                                                | Încărcați imagine | Raportați eroare |
| 1160.03.01                               | Necropola tumulară din epoca romană de la Abrud - "Valea Seliștei" / ansamblu anonim (Categorie: descoperire funerară) (Tip: Necropolă de incinerație) | localitate componentă Gura Cornei, oraș Abrud | Valea Seliștei                                   | sec. I-III              |            |                                                | Încărcați imagine | Raportați eroare |
| 1160.03.01                               | Necropola tumulară din epoca romană de la Abrud - "Valea Seliștei" / complex CPL 5 (Categorie: descoperire funerară) (Tip: mormânt)                    | localitate componentă Gura Cornei, oraș Abrud | Valea Seliștei                                   |                         |            |                                                | Încărcați imagine | Raportați eroare |
| 1160.03.02                               | Necropola tumulară din epoca romană de la Abrud - "Valea Seliștei" / ansamblu anonim (Categorie: descoperire funerară) (Tip: Așezare)                  | localitate componentă Gura Cornei, oraș Abrud | Valea Seliștei                                   | sec. XVI - XVII         |            |                                                | Încărcați imagine | Raportați eroare |
| 6878.01.01                               | Edificiul medieval de la Gura Roșiei - "Troașul Tiutiului" / ansamblu anonim (Categorie: construcție) (Tip: Construcție)                               | sat Gura Roșiei, comuna Roșia Montană         | Troașul Tiutiului                                | sec. XVII-XVIII         |            |                                                | Încărcați imagine | Raportați eroare |
| 1295.01                                  | Vas neo-eneolitic de la Gârbova de Sus (Categorie: descoperire izolată) (Tip: obiect izolat)                                                           | sat Gârbova de Sus, municipiul Aiud           |                                                  |                         |            |                                                | Încărcați imagine | Raportați eroare |
| 4491.01.01                               | Așezările neo-eneolitice de la Gârbova - "Rora" / ansamblu anonim (Categorie: locuire civilă) (Tip: Așezare)                                           | sat Gârbova, comuna Gârbova                   | Rora                                             | Turdaș                  |            |                                                | Încărcați imagine | Raportați eroare |
| 4491.01.02                               | Așezările neo-eneolitice de la Gârbova - "Rora" / ansamblu anonim (Categorie: locuire civilă) (Tip: Așezare)                                           | sat Gârbova, comuna Gârbova                   | Rora                                             | Petrești                |            |                                                | Încărcați imagine | Raportați eroare |
| 4491.02.01                               | Așezarea Turdaș de la Gârbova - Neghilă / ansamblu anonim (Categorie: locuire civilă) (Tip: Așezare)                                                   | sat Gârbova, comuna Gârbova                   | Neghilă                                          | Turdaș                  |            |                                                | Încărcați imagine | Raportați eroare |
| 6084.01                                  | Topor eneolitic de la Găbud (Categorie: descoperire izolată) (Tip: obiect izolat)                                                                      | sat Găbud, comuna Noșlac                      |                                                  |                         |            |                                                | Încărcați imagine | Raportați eroare |
| 4375.01.01                               | Așezarea neolitică de la Galda de Jos- Tibrișor / ansamblu anonim (Categorie: locuire civilă) (Tip: Așezare)                                           | sat Galda de Jos, comuna Galda de Jos         | Tibrișor                                         | Starčevo - Criș         |            |                                                | Încărcați imagine | Raportați eroare |
| 2363.01.01                               | Așezarea neo-eneolitică de la Glod- Grota Piatra Peșterii / ansamblu anonim (Categorie: locuire civilă) (Tip: Așezare)                                 | sat Glod, comuna Almașu Mare                  | Grota Piatra Peșterii                            |                         |            |                                                | Încărcați imagine | Raportați eroare |
| 3002.08.01                               | Așezarea Turdaș de la Ghirbom- Între Veli / ansamblu anonim (Categorie: locuire civilă) (Tip: Așezare)                                                 | sat Ghirbom, comuna Berghin                   | Între Veli                                       | Turdaș                  |            |                                                | Încărcați imagine | Raportați eroare |
| 5327.01.01                               | Așezarea neolitică de la Gura Arieșului / ansamblu anonim (Categorie: locuire civilă) (Tip: Așezare)                                                   | sat Gura Arieșului, comuna Lunca Mureșului    |                                                  | Turdaș                  |            |                                                | Încărcați imagine | Raportați eroare |
| 4491.05.01 (Cod LMI: AB-II-m-A-00222.02) | Cetatea Greavilor de la Gârbova / ansamblu Cetatea Greavilor (Categorie: locuire civilă) (Tip: incintă fortificată)                                    | sat Gârbova, comuna Gârbova                   |                                                  | sec. XIII - XVII        |            |                                                | Încărcați imagine | Raportați eroare |
| 4491.05.01 (Cod LMI: AB-II-m-A-00222.02) | Cetatea Greavilor de la Gârbova / ansamblu Cetatea Greavilor / complex anonim (Categorie: locuire civilă) (Tip: zid de incintă)                        | sat Gârbova, comuna Gârbova                   |                                                  | sec. XIII-XVI           |            |                                                | Încărcați imagine | Raportați eroare |
| 4491.05.01 (Cod LMI: AB-II-m-A-00222.02) | Cetatea Greavilor de la Gârbova / ansamblu Cetatea Greavilor / complex anonim (Categorie: locuire civilă) (Tip: turn)                                  | sat Gârbova, comuna Gârbova                   |                                                  | sec. XIII-XVI           |            |                                                | Încărcați imagine | Raportați eroare |
| 4491.05.01 (Cod LMI: AB-II-m-A-00222.02) | Cetatea Greavilor de la Gârbova / ansamblu Cetatea Greavilor / complex anonim (Categorie: locuire civilă) (Tip: donjon)                                | sat Gârbova, comuna Gârbova                   |                                                  | sec. XIII-XVI           |            |                                                | Încărcați imagine | Raportați eroare |
| 4491.05.02 (Cod LMI: AB-II-m-A-00222.01) | Cetatea Greavilor de la Gârbova / ansamblu Cetatea Greavilor (Categorie: locuire civilă) (Tip: Donjon)                                                 | sat Gârbova, comuna Gârbova                   |                                                  | sec. XIII - XVI         |            |                                                | Încărcați imagine | Raportați eroare |
| 4491.04.01 (Cod LMI: AB-II-m-A-00223)    | Ruinele bazilicii romanice de la Gârbova - Bergkirche / ansamblu Ruinele bazilicii romanice (Categorie: structură de cult/religioasă) (Tip: Basilica)  | sat Gârbova, comuna Gârbova                   | În cimitir, punct Bergkirche (ruine), în cimitir | sec. XIII               |            | 45°51′41″N 23°43′38″E / 45.86139°N 23.727312°E | Încărcați imagine | Raportați eroare |
| 4491.03.01 (Cod LMI: AB-II-m-B-00224)    | Ruinele cetății Urieșilor de la Gârbova / ansamblu Ruinele cetății Urieșilor (Categorie: locuire civilă) (Tip: Cetate)                                 | sat Gârbova, comuna Gârbova                   | Cetatea din pădure                               | sec. XIII - XV          |            |                                                | Încărcați imagine | Raportați eroare |
| 1295.02.01 (Cod LMI: AB-II-m-B-00226)    | Gârbova de Sus - Biserica din Deal / ansamblu Biserica "Din Deal" (Categorie: structură de cult/religioasă) (Tip: Biserică)                            | sat Gârbova de Sus, municipiul Aiud           |                                                  | sec. XIV - XV; sec. XVI |            |                                                | Încărcați imagine | Raportați eroare |